# 9П110
9П110 «Овод» — советская боевая машина (истребитель танков), самоходный противотанковый ракетный комплекс (ПТРК) с 9К14 «Малютка».
ПТРК создан на базе бронированной разведывательно-дозорной машины БРДМ-1 (ГАЗ-40ПБ).

## История создания

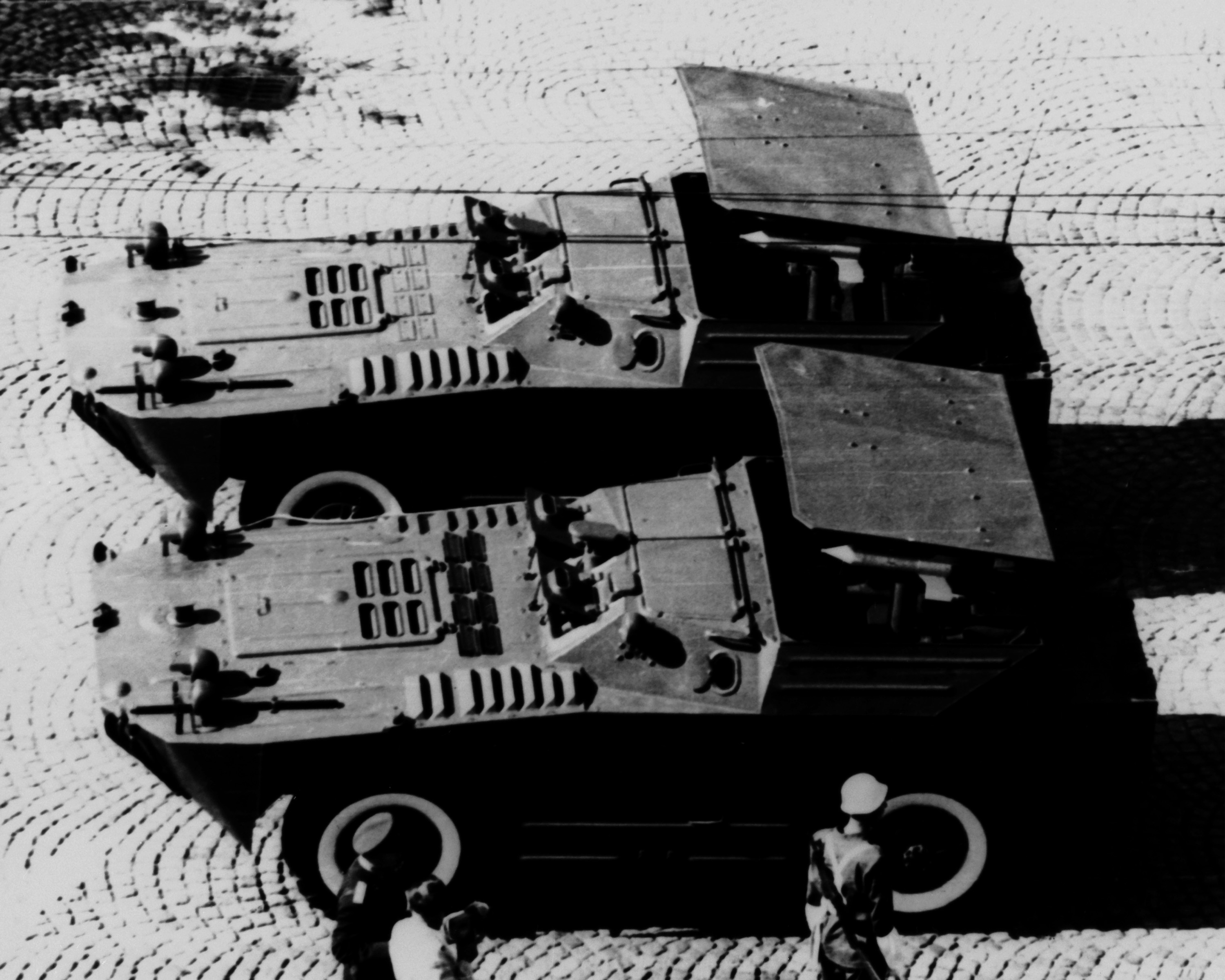
Две 9П110, фото ЦРУ США.

Разработка боевой машины 9П110 была начата 6 июля 1961 года по постановлению Совета министров СССР № 603—256. Изначально боевая машина 9П110 предназначалась для использования ПТУР 9М12 «Овод», однако впоследствии после закрытия программы была использована в противотанковом комплексе 9К14 с сохранением старого индекса ГРАУ. Машина была принята на вооружение ВС Союза ССР 16 сентября 1963 года в составе ПТРК 9К14 «Малютка» и изготавливалась до 1968 года.

## Описание конструкции
Боевая машина 9П110 создана на базе бронированной разведывательно-дозорной машины БРДМ-1 (ГАЗ-40ПБ), основным вооружением машины являются противотанковые ракеты 9М14 «Малютка». 6 ракет размещено на пусковой установке, остальные хранятся внутри машины в боеукладке. 9П110 способна осуществлять запуски ракет со скоростью два выстрела в минуту. Время приведения в боевое положение — 20 секунд. Возимый боекомплект составляет 14 ракет. Каждая ракета обладает бронепробиваемость в 430 мм. Управление ракетами осуществляется по проводам. Дополнительно в машине имеется ручной противотанковый гранатомёт РПГ-7.
Все блоки и аппаратура машины 9П110 размещены на шасси ГАЗ-40ПМ, являющемся модификацией бронированной разведывательно-дозорной машины БРДМ-1.

## Тактико-технические характеристики ПТУРС
Тактико-технические характеристики ПТУРС:
- Система наведения: командная, по проводам, ручная
- Длина: 860 мм
- Калибр: 125 мм
- Размах крыльев: 393 мм
- Масса ракеты: 10,9 кг
- Скорость полёта: 120 м/с
- Дальность пуска: 500 — 3 000 м
- Время полёта на максимальную дальность: 26 с
- Скорость вращения снаряда в полете: 8,5 об./с[3]
- Боевая часть: кумулятивная
- Масса боевой части: 2,6 кг
- Бронепробиваемость:
  - под углом 0° — 400 мм
  - под углом 60° — 200 мм
- Вероятность поражения цели типа танк: 0,7

## Операторы
- ГДР — 48 единиц 9П110, поставлено из СССР в период с 1971 по 1972 годы[4]
- СССР

## Сохранившиеся экземпляры
- Германия:
  - Военно-исторический музей, Дрезден
- Россия:
  - Военно-исторический музей артиллерии, инженерных войск и войск связи, Санкт-Петербург
  - Музей техники Вадима Задорожного, Архангельское
  - Парковый комплекс истории техники имени К. Г. Сахарова, Тольятти
- Украина:
  - Музей Национального Университета обороны Украины, Киев